# Rita Gildemeisterová
Rita Gildemeisterová (* 6. března 1947, Klueß, Meklenbursko-Přední Pomořansko) je bývalá východoněmecká atletka, reprezentantka ve skoku do výšky.

## Sportovní kariéra
V roce 1964 se stala v polské Varšavě první juniorskou mistryní Evropy, když překonala 167 cm. Stříbro zde získala československá výškařka Jaroslava Králová. První tři ročníky šampionátu nesly název Evropské juniorské hry v atletice. Na evropských halových hrách 1967 (od roku 1970 halové mistrovství Evropy) v Praze skončila na 4. místě. Bronz naopak získala Jaroslava Králová, která překonala stejně jako Gildemeisterová 170 cm, avšak měla lepší technický zápis.
Z halového mistrovství Evropy 1972 ve francouzském Grenoblu si odvezla za výkon 184 cm stříbrnou medaili, když prohrála jen s Ritou Schmidtovou, která překonala 190 cm. Reprezentovala na Letních olympijských hrách v Mnichově 1972, kde se ve finále umístila na dvanáctém místě. O rok později v Rotterdamu získala na halovém mistrovství Evropy stříbro za 186 cm. Stejnou výšku zdolala také Milada Karbanová, která ale získala vinou horšího zápisu bronz.